# María Fernández Ostolaza
María Fernández Ostolaza (Madrid, 14 de julio de 1967) es una ex gimnasta rítmica española que también fue entrenadora y seleccionadora del equipo español de gimnasia rítmica. Como gimnasta, su logro más reseñable es el bronce obtenido en el Campeonato Europeo de 1984, mientras que como entrenadora del conjunto español destaca el oro conseguido en los Juegos Olímpicos de Atlanta 1996 dirigiendo junto a Emilia Boneva al equipo conocido como las Niñas de Oro, además de varios títulos mundiales entre otras numerosas preseas.

## Biografía

### Biografía deportiva

#### Como gimnasta
Su primer club fue el Club Deportivo Colegio El Molino (actual Colegio Logos), del que formaría parte de 1976 a 1984. De 1985 a 1986, integraría el Club Moscardó. Su principal entrenadora sería Aurora Fernández del Valle. 
En 1979 fue 8ª en la general de la 2ª categoría en el Campeonato de España Individual, celebrado ese año en Madrid. En 1981 fue 6ª también en la general individual de la 2ª categoría en el Campeonato de España, que se disputó ese año en Pamplona. Ese mismo año entró a formar parte del conjunto español de gimnasia rítmica, en el que permanecería hasta 1986, llegando a ser capitana del mismo desde 1984 hasta su retirada. Allí entrenaría en el Gimnasio Moscardó de Madrid a las órdenes de la seleccionadora nacional Emilia Boneva y la entrenadora de conjuntos, Ana Roncero. Georgi Neykov era el coreógrafo del equipo y Violeta Portaska la pianista encargada de musicalizar en directo los montajes. 

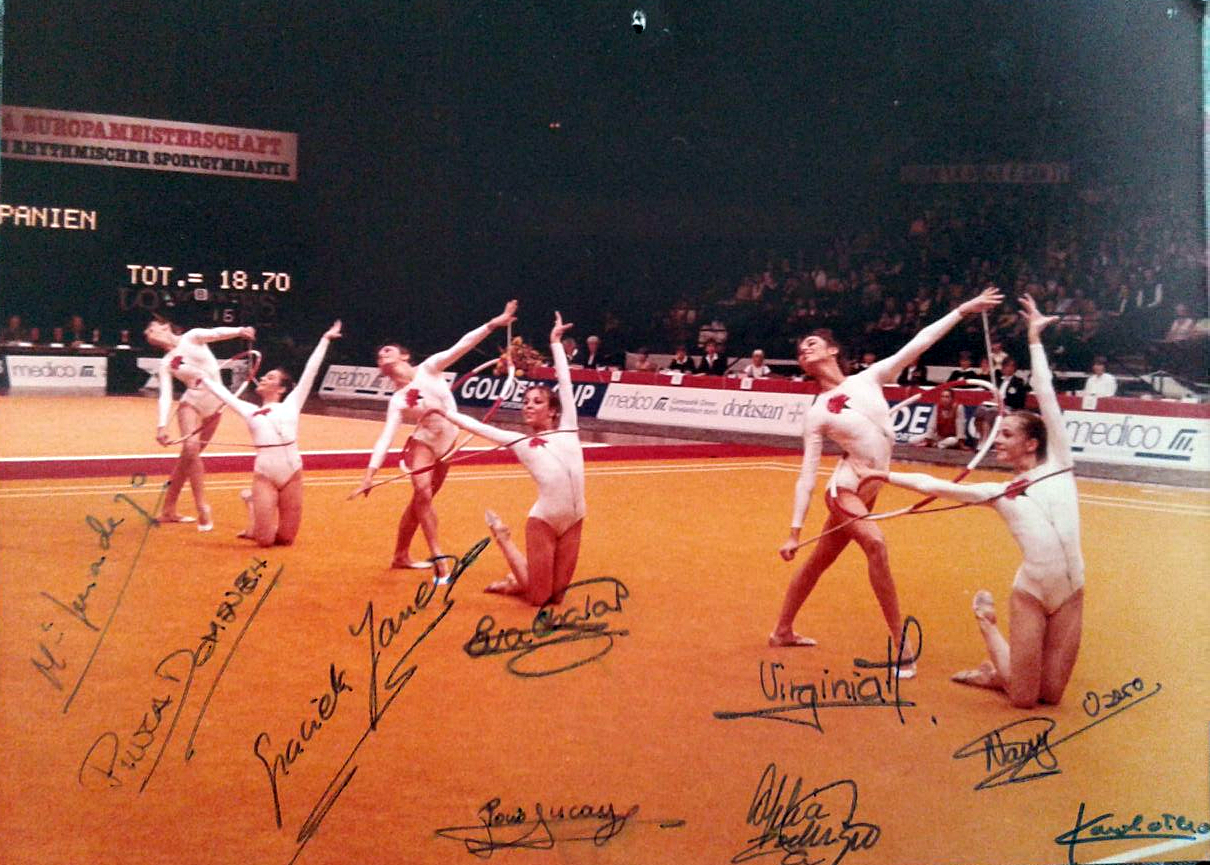
María (izqda.) con el conjunto en el Europeo de Viena (1984).

En 1983, Fernández participó como gimnasta suplente en la Final de la Copa del Mundo de 1983 en Belgrado, donde fue 4ª. Ese mismo año pasó a ser gimnasta titular a partir del Campeonato Mundial de Estrasburgo, donde logró la 5ª plaza. El conjunto que había ido a la Copa del Mundo de Belgrado estaba integrado por María como suplente, Elena García, Isabel García, Victoria García, Virginia Manzanera, Sonia Somoza y Dolores Tamariz, además de Pilar Domenech como la otra gimnasta suplente. Sin embargo, tras Belgrado dejaron el conjunto Elena García y Victoria García, por lo que para el Mundial de Estrasburgo las gimnastas titulares fueron María, la recién incorporada Pino Díaz, Pilar Domenech, Isabel García, Virginia Manzanera y Sonia Somoza, con Dolores Tamariz de suplente.
En el palmarés como gimnasta de Fernández, destaca la medalla de bronce que obtuvo el conjunto español en el concurso general del Campeonato Europeo de 1984 en Viena. La integrantes del conjunto que logró esta medalla eran María, Pilar Domenech, Virginia Manzanera, Eva Obalat, Nancy Usero y Graciela Yanes, además de Rocío Ducay y Ofelia Rodríguez como suplentes. Tras este logro les fue concedida a todas la Medalla al Mérito Gimnástico de 1984, galardón de la Real Federación Española de Gimnasia que les fue entregado en 1985 en una ceremonia presidida por Alfonso de Borbón y Dampierre, duque de Cádiz, entonces presidente del COE. 
En el Campeonato Mundial de Valladolid en 1985, obtuvo el 7º puesto. El conjunto en Valladolid lo formaron María, Pilar Domenech, Eva Obalat, Ofelia Rodríguez, Nancy Usero y Graciela Yanes, además de Ester Domínguez, Rocío Ducay, Laura Manzanera y Estela Martín como suplentes. Todos estos resultados los consiguió siempre como miembro del conjunto español y en el concurso general, ya que entonces aún no había finales por aparatos al competirse únicamente con un ejercicio.

#### Como entrenadora
En enero de 1993, durante el periodo de Ana Roncero como seleccionadora nacional, Fernández se convirtió en entrenadora del conjunto español. Continuaría como entrenadora del conjunto durante toda la última etapa de Emilia Boneva como seleccionadora. En diciembre de 1996 fue nombrada además seleccionadora nacional en sustitución de la propia Emilia Boneva, que había sido operada en noviembre del corazón. En mayo de 1998, tras el Campeonato Mundial celebrado en Sevilla, presentaría su dimisión como seleccionadora y entrenadora. Volvería en julio del mismo año para posteriormente, en septiembre, ser relevada en el puesto de seleccionadora por Nancy Usero. Como técnico, su éxito más destacado fue la medalla de oro conseguida en los Juegos Olímpicos de Atlanta en 1996. El conjunto español estaba integrado en esa competición por Marta Baldó, Nuria Cabanillas, Estela Giménez, Lorena Guréndez, Tania Lamarca y Estíbaliz Martínez, que pasarían a ser conocidas desde entonces como las Niñas de Oro. También logró varias medallas en los Campeonatos Mundiales de 1994, 1995, 1996 y 1998, o los Campeonatos Europeos de 1993, 1995 y 1997, entre otros diversos éxitos.

### Trabajo posterior
Se licenció en Historia Contemporánea por la Universidad Complutense de Madrid y en Psicología por la Universidad Nacional de Educación a Distancia. Completó sus estudios con un Máster en Psicoanálisis y Teoría de la Cultura, y varios años de formación de postgrado en psicoanálisis clínico en el Centro Psicoanalítico de Madrid. Tras su retirada como entrenadora, trabajó como Directora de Investigación de la empresa Make a Team, empresa con el objetivo principal de analizar modelos de los equipos deportivos para trasladarlos al mundo empresarial. También fue socia y directora de Training Lab, una consultora en recursos humanos y formación. 
En la actualidad trabaja en Madrid como psicoterapeuta en una consulta privada, compaginando esta labor con funciones de consultora externa para distintas organizaciones. Su marco teórico es el psicoanálisis, desde donde investiga temas relacionados con el área de la psicología deportiva y la psicología de empresa. Dirige el área de psicología del Programa de Atención al Deportista de Alto Nivel (PROAD), del Consejo Superior de Deportes, coordinando el Programa de jubilación deportiva y el Programa de prevención del deportista de alto rendimiento menor de edad.
El 16 de noviembre de 2019, con motivo del fallecimiento de Emilia Boneva, unas 70 exgimnastas nacionales, entre ellas María, se reunieron en el tapiz para rendirle tributo durante el Euskalgym. El evento tuvo lugar ante 8.500 asistentes en el Bilbao Exhibition Centre de Baracaldo y fue seguido además de una cena homenaje en su honor.

## Legado e influencia

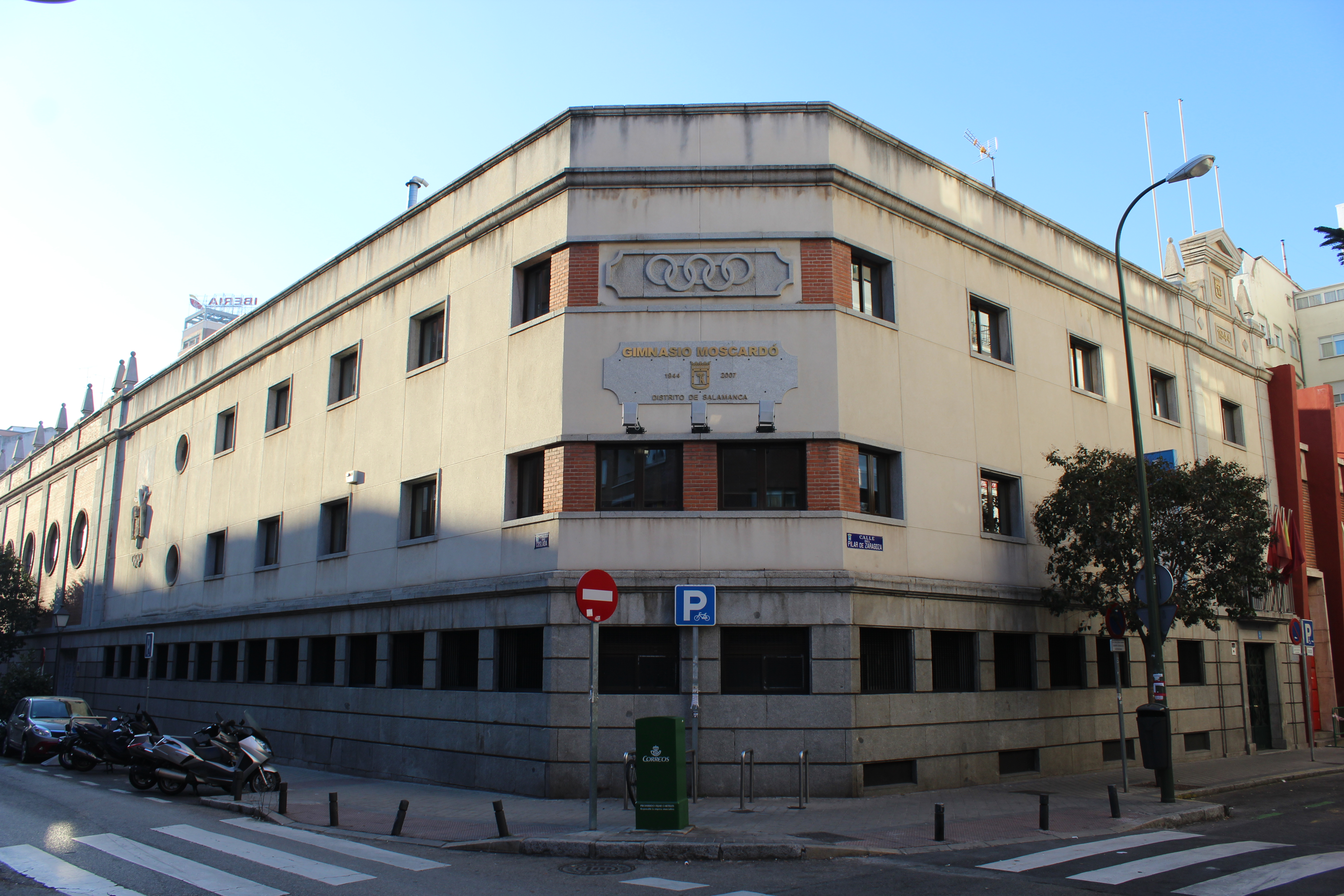
El Gimnasio Moscardó, en el distrito de Salamanca (Madrid), fue el lugar de entrenamiento de la selección nacional de gimnasia rítmica hasta 1997.

La medalla de bronce en el Europeo de Viena en 1984 fue la primera para el conjunto español desde 1975, e inició un amplio periodo de consecución de preseas internacionales. En una entrevista en 2016, María destacaba la importancia de aquella medalla para la gimnasia rítmica española:

«En aquella época, nosotras lo que queríamos era derrocar a los países del Este [...] Como las medallas eran siempre Rusia, Bulgaria y Checoslovaquia, lo nuestro fue un grandísimo hito y el bronce del Europeo sí que fue una hazaña para el equipo. Fue el inicio de algo».
—María Fernández, en declaraciones en 2016 a Córner-rítmica

Además, los conjuntos de gimnasia rítmica que María entrenó, sus logros y sus montajes, han influido a posteriores generaciones de gimnastas y técnicos. La excapitana del conjunto español Ana María Pelaz declaró en una entrevista en 2009 tras su retirada que «cuando vi a la selección en Atlanta '96 me dije: yo quiero ser como ellas». La gimnasta Carolina Rodríguez, preguntada en una ocasión por los orígenes de su pasión por la rítmica, manifestó que «en 1996, tras ver ganar el oro a España en Atlanta, con 10 años, supe que algún día querría estar ahí, que quería ser olímpica». Alejandra Quereda, actual capitana del conjunto español conocido como el Equipaso, preguntada en 2014 por lo que para ella había sido lo más increíble que ha pasado en la gimnasia, contestó que «El oro de España en Atlanta. Marcó la historia de nuestra gimnasia. Desde ahí todo cambió».
El montaje de 5 aros de 1996 ha sido homenajeado posteriormente por otras gimnastas, como en el ejercicio de exhibición del conjunto júnior español en el Euskalgym 2012 (integrado por Paula Gómez, Sara González, Miriam Guerra, Claudia Heredia, Carmen Martínez, Victoria Plaza y Pilar Villanueva), donde se usaba, al igual que en el ejercicio de 1996, «America» de Leonard Bernstein, además de otros dos temas de banda sonora de West Side Story: «Dance at the Gym» y «Overture». El conjunto júnior español de 2016 (Mónica Alonso, Victoria Cuadrillero, Clara Esquerdo, Ana Gayán, Alba Polo, Lía Rovira y Sara Salarrullana) también homenajeó este ejercicio en la Gala 20.º Aniversario de la Medalla de Oro en Atlanta '96, usando la misma música y emulando algunos movimientos del montaje original. En el Euskalgym 2018, las gimnastas Saioa Agirre, Teresa Gorospe, Izaro Martín y Salma Solaun representaron también parte del ejercicio durante el homenaje a las gimnastas rítmicas olímpicas vascas.

### En la cultura popular
Entre otras apariciones en la cultura popular, Fernández Ostolaza ha servido de base para el personaje homónimo de María, que aparece en la serie de cuentos infantiles Olympia (2014), escritos por Almudena Cid e ilustrados por Montse Martín. Reseñas del hito de la medalla olímpica de 1996 aparecen en libros como Españoles de oro (1999) de Fernando Olmeda y Juan Manuel Gozalo, Enredando en la memoria (2015) de Paloma del Río, o Pinceladas de rítmica (2017) de Montse y Manel Martín.

## Música de los ejercicios
| Año         | Aparatos           | Música                                                       |
| ----------- | ------------------ | ------------------------------------------------------------ |
| 1983 - 1984 | 3 aros y 3 cuerdas | Desconocida.                                                 |
| 1984        | 3 aros y 3 cuerdas | Desconocida.                                                 |
| 1985        | 3 aros y 3 pelotas | El pasodoble «Francisco Alegre» de Quintero, León y Quiroga. |

## Palmarés deportivo como gimnasta

### Selección española
| 1983 - Final de la Copa del Mundo en Belgrado* 4º puesto en concurso general - Campeonato del Mundo de Estrasburgo 5º puesto en concurso general | 1984 - Campeonato de Europa de Viena Bronce en concurso general 1985 - Campeonato del Mundo de Valladolid 7º puesto en concurso general |

*Como suplente del equipo

## Palmarés deportivo como entrenadora
A continuación se detalla el palmarés en competiciones internacionales oficiales logrado por María Fernández durante su etapa como entrenadora (los dos últimos años además como seleccionadora) del conjunto sénior de la selección española de gimnasia rítmica, indicando entre paréntesis las gimnastas que integraban el equipo en cada campeonato.
| 1993 - Campeonato de Europa de Bucarest: bronce en concurso general, 6º puesto en 6 cuerdas y bronce en 4 aros y 4 mazas (Carolina Borrell, Alicia Martín, Cristina Martínez, Maider Olleta, Bárbara Plaza y Pilar Rodrigo, además de María Álvarez y Regina Guati como suplentes). 1994 - Campeonato del Mundo de París: plata en concurso general, bronce en 6 cuerdas y bronce en 4 aros y 4 mazas (Marta Baldó, Lorena Barbadillo, Paula Cabo, Estela Giménez, Regina Guati y Amaia Uriondo, además de Violeta Giménez y María Pardo como suplentes). 1995 - Campeonato de Europa de Praga: bronce en concurso general, bronce en 5 aros y plata en 3 pelotas y 2 cintas (Marta Baldó, Nuria Cabanillas, Estela Giménez, Tania Lamarca, Estíbaliz Martínez, María Pardo y Maider Esparza como suplente). - Campeonato del Mundo de Viena: plata en concurso general, plata en 5 aros y oro en 3 pelotas y 2 cintas (Marta Baldó, Nuria Cabanillas, Estela Giménez, Tania Lamarca, Estíbaliz Martínez, María Pardo y Maider Esparza como suplente). | 1996 - Campeonato del Mundo de Budapest: plata en concurso general, 4º puesto en 5 aros y oro en 3 pelotas y 2 cintas (Marta Baldó, Nuria Cabanillas, Estela Giménez, Lorena Guréndez, Tania Lamarca, Estíbaliz Martínez y Maider Esparza como suplente). - Juegos Olímpicos de Atlanta 1996: oro en concurso general (Marta Baldó, Nuria Cabanillas, Estela Giménez, Lorena Guréndez, Tania Lamarca y Estíbaliz Martínez). 1997 - Campeonato de Europa de Patras: 4º puesto en concurso general, plata en 5 pelotas y bronce en 3 pelotas y 2 cintas (Sara Bayón, Nuria Cabanillas, Esther Domínguez, Lorena Guréndez, Tania Lamarca, Carolina Malchair y Marta Calamonte como suplente). 1998 - Campeonato del Mundo de Sevilla: plata en concurso general, 7º puesto en 5 pelotas y oro en 3 cintas y 2 aros (Sara Bayón, Marta Calamonte, Lorena Guréndez, Carolina Malchair, Beatriz Nogales, Paula Orive y Nuria Cabanillas como suplente). |

## Premios, reconocimientos y distinciones

### Como gimnasta
- Medalla al Mérito Gimnástico en la categoría de mejor gimnasta, otorgada por la Federación Castellana de Gimnasia (1981)
- Medalla al Mérito Gimnástico de 1984, otorgada por la Real Federación Española de Gimnasia (1984)[19]

### Como entrenadora
- Placa de Oro de la Real Orden del Mérito Deportivo, otorgada por el Consejo Superior de Deportes (1996)[20][21][22]
- Copa Barón de Güell al mejor equipo español, otorgada por el CSD y entregada en los Premios Nacionales del Deporte de 1996 (1997)[23][24][25]
- Cruz al Mérito Gimnástico, otorgada por la Federación Madrileña de Gimnasia (2000)

## Galería

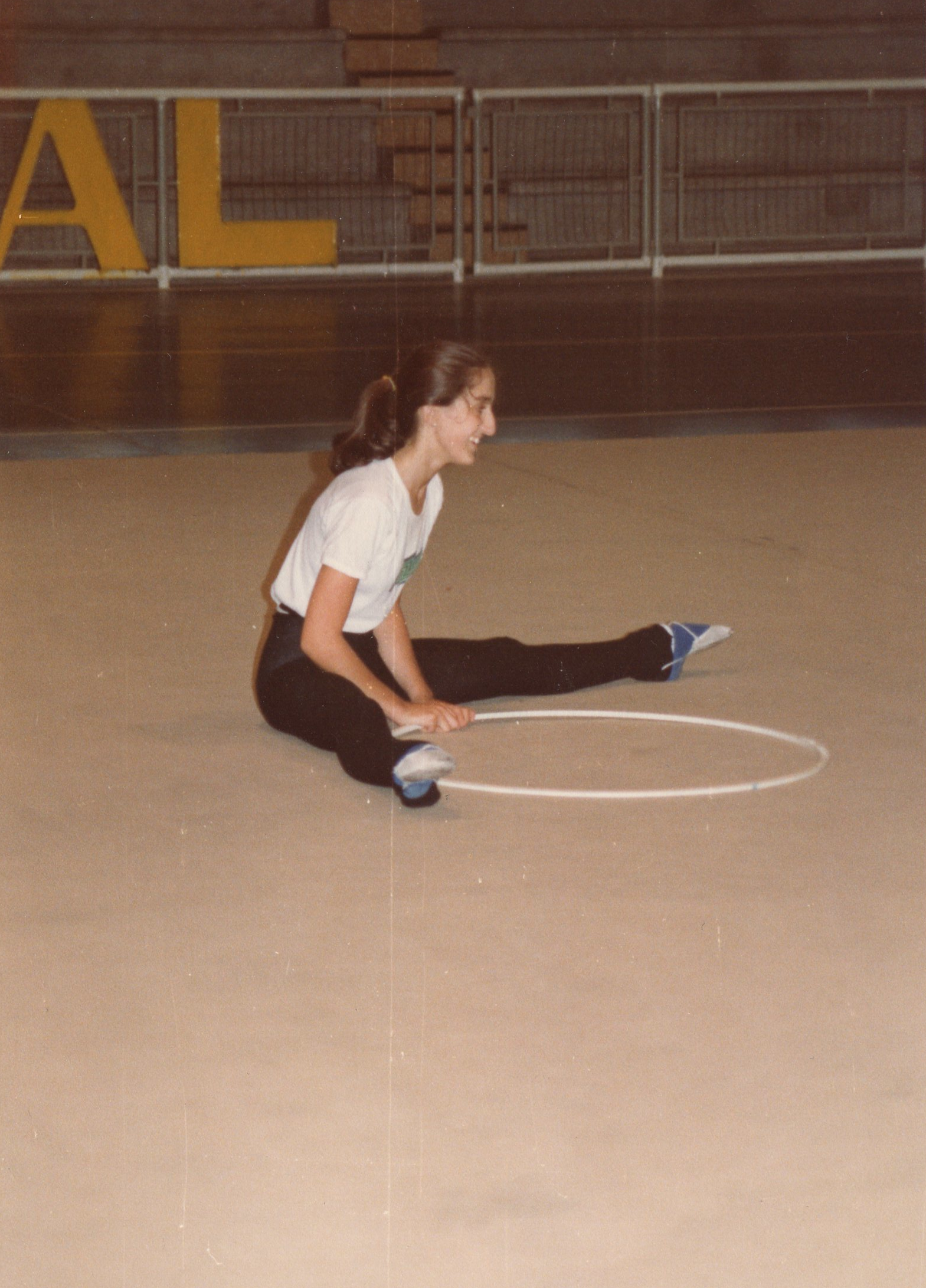
María en su etapa como gimnasta del conjunto (1983).
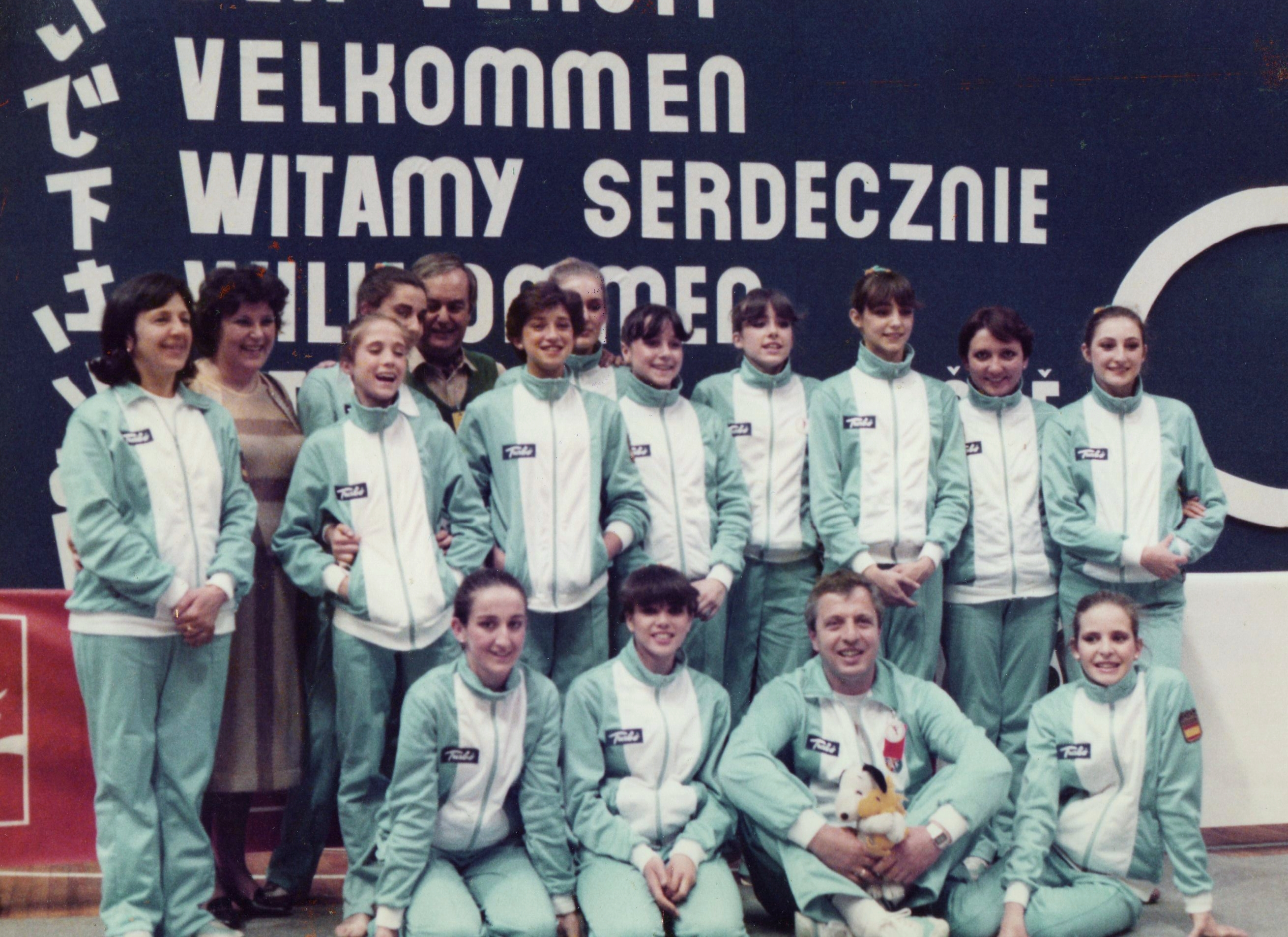
Fernández (sentada, a la izquierda) como gimnasta del conjunto en la Copa del Mundo de Belgrado (1983).
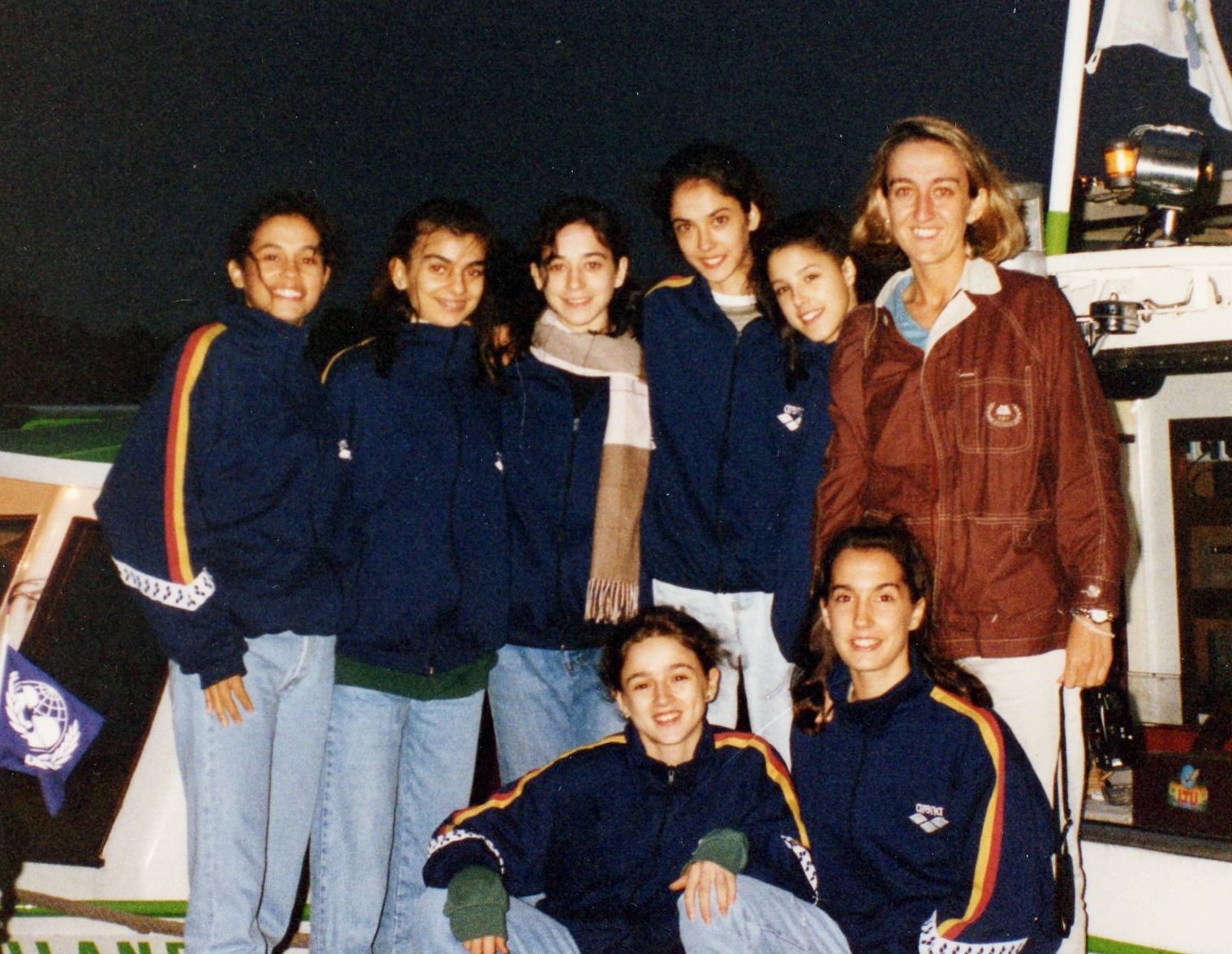
María (derecha) con el conjunto español en París (1995).
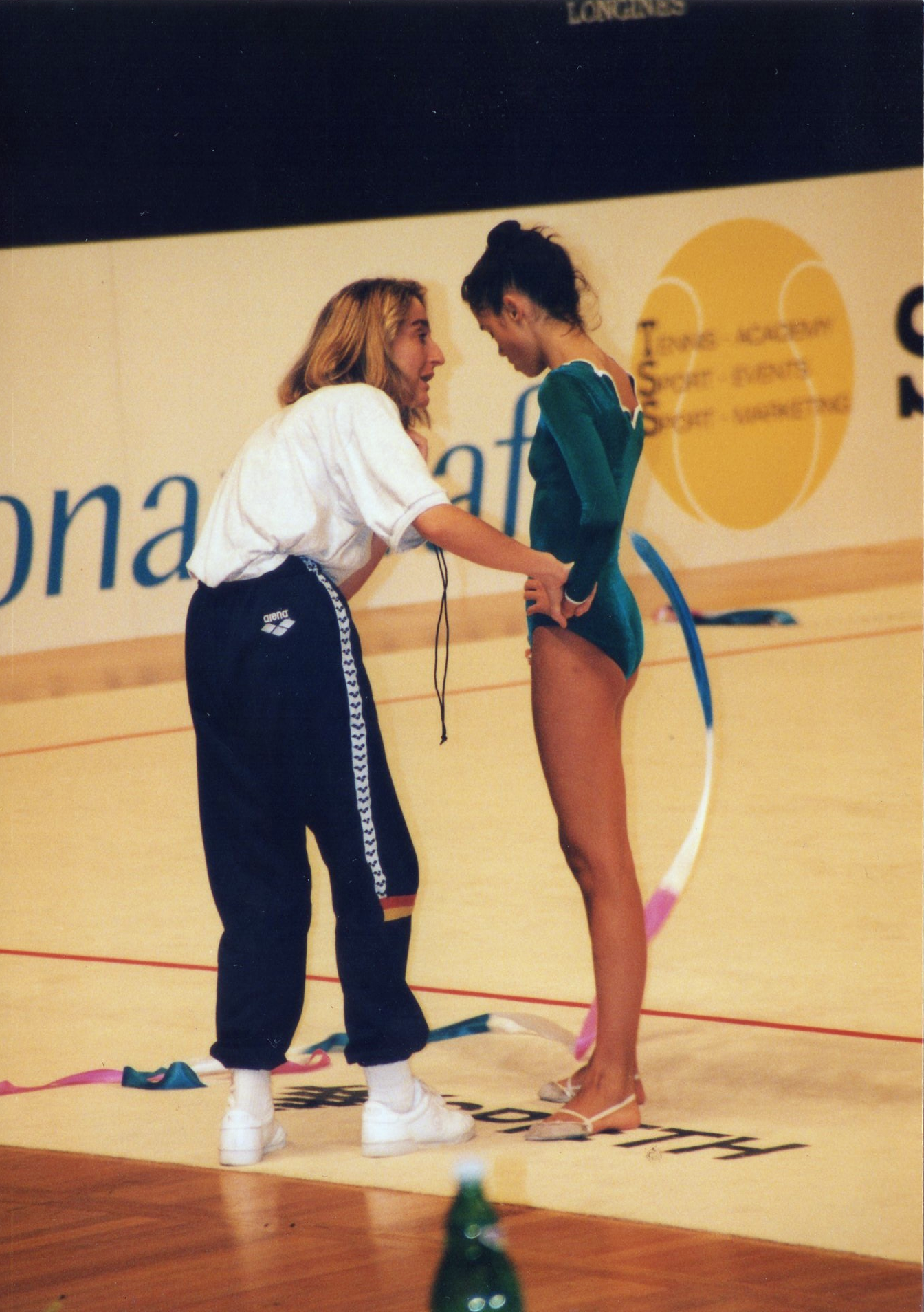
María (izqda.) motivando a Estela Giménez en el Mundial de Viena (1995).
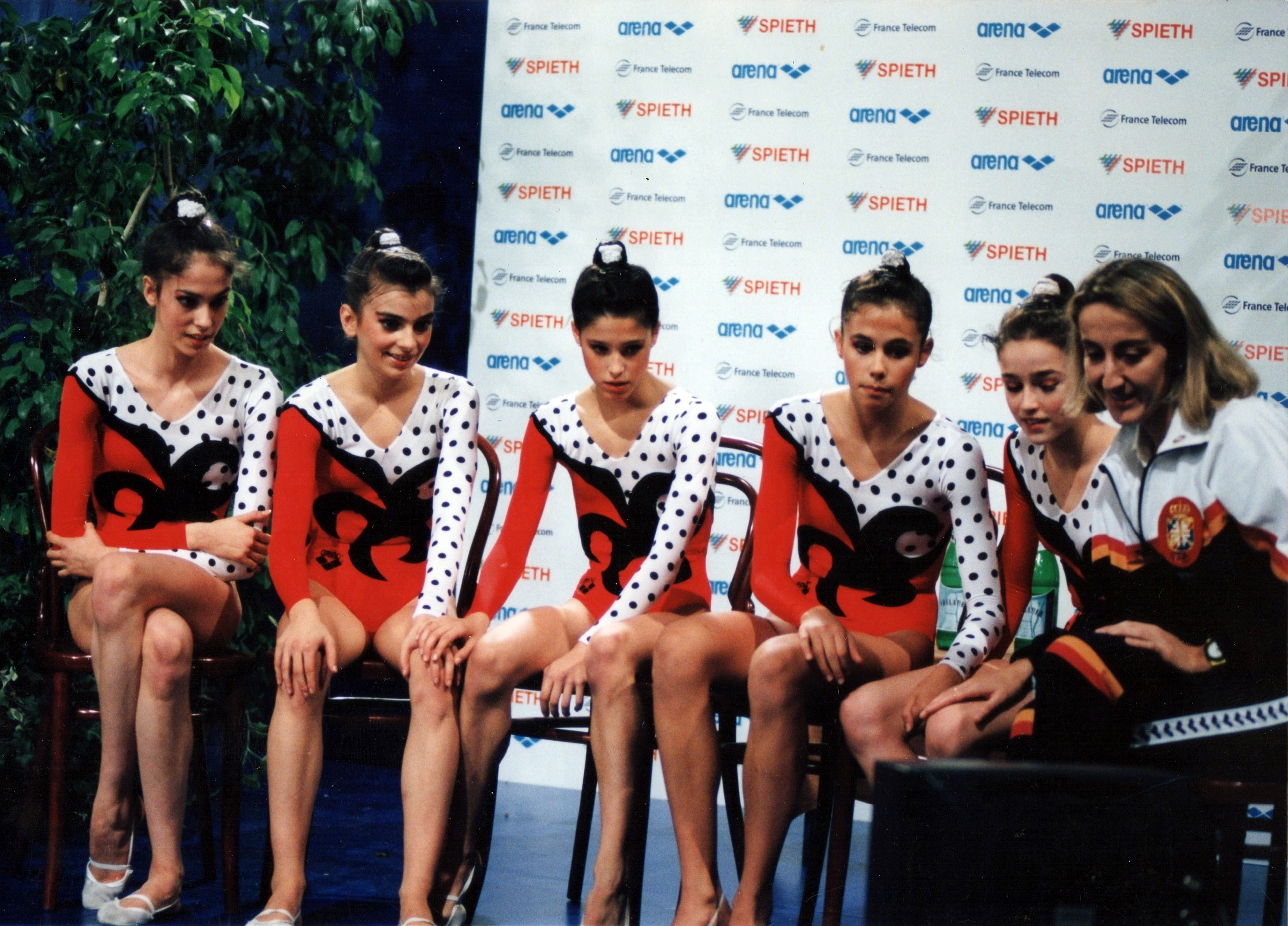
El equipo esperando en Viena la nota final del concurso general tras el ejercicio de 5 aros.
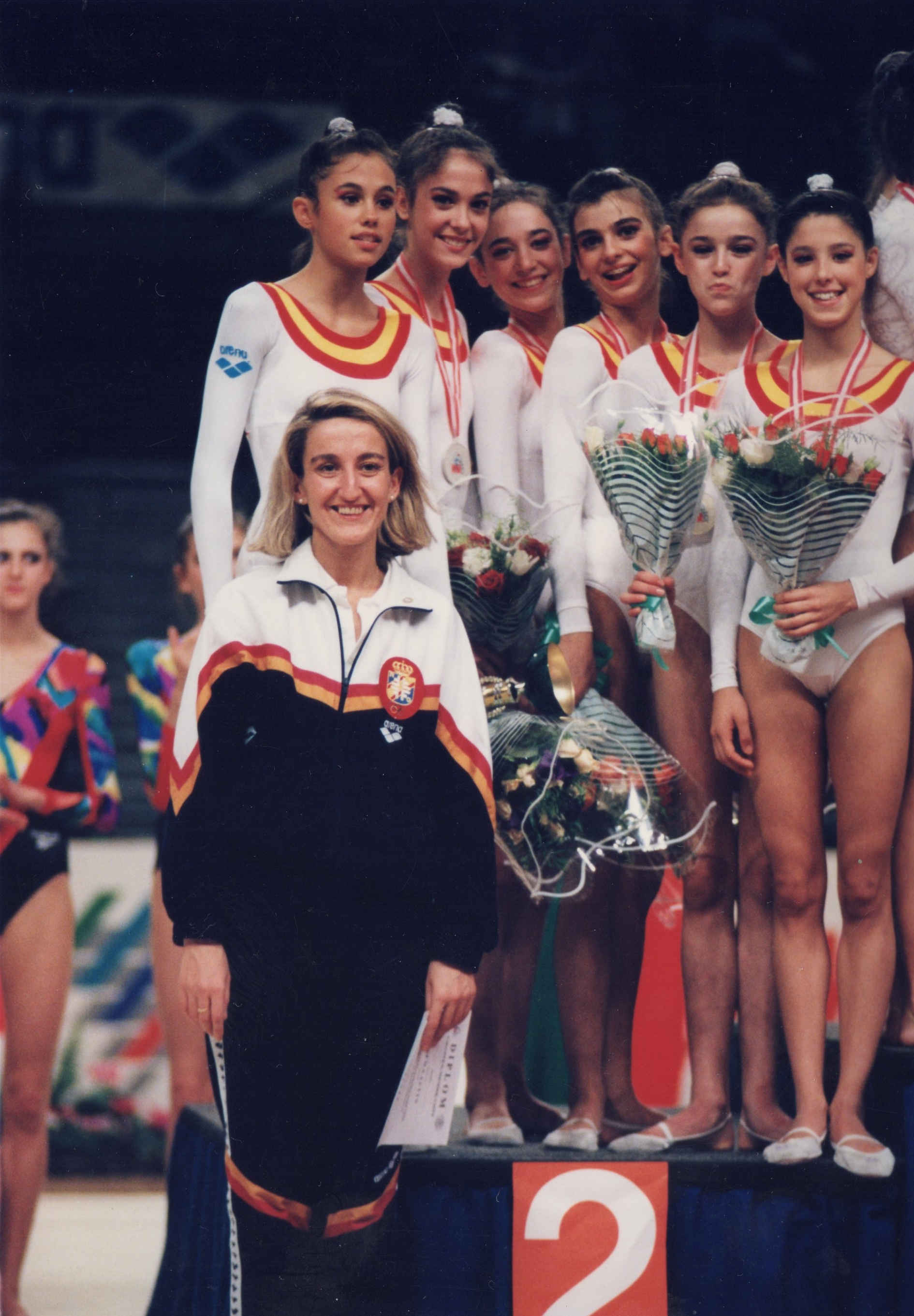
Fernández con el conjunto en el podio de la general en Viena.
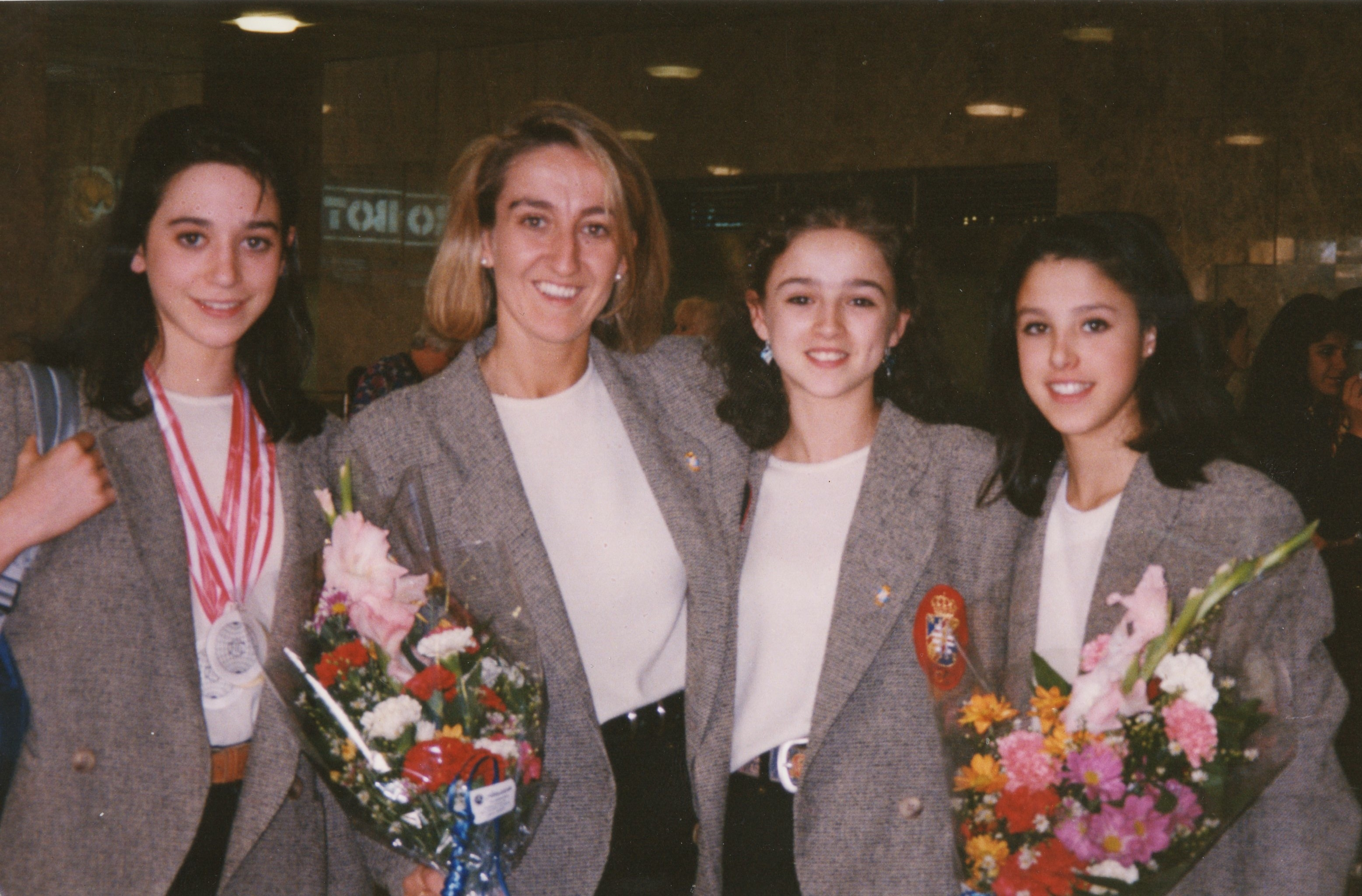
María con las gimnastas Estíbaliz Martínez, Nuria Cabanillas y Tania Lamarca en el Aeropuerto de Barajas a su llegada de Viena.

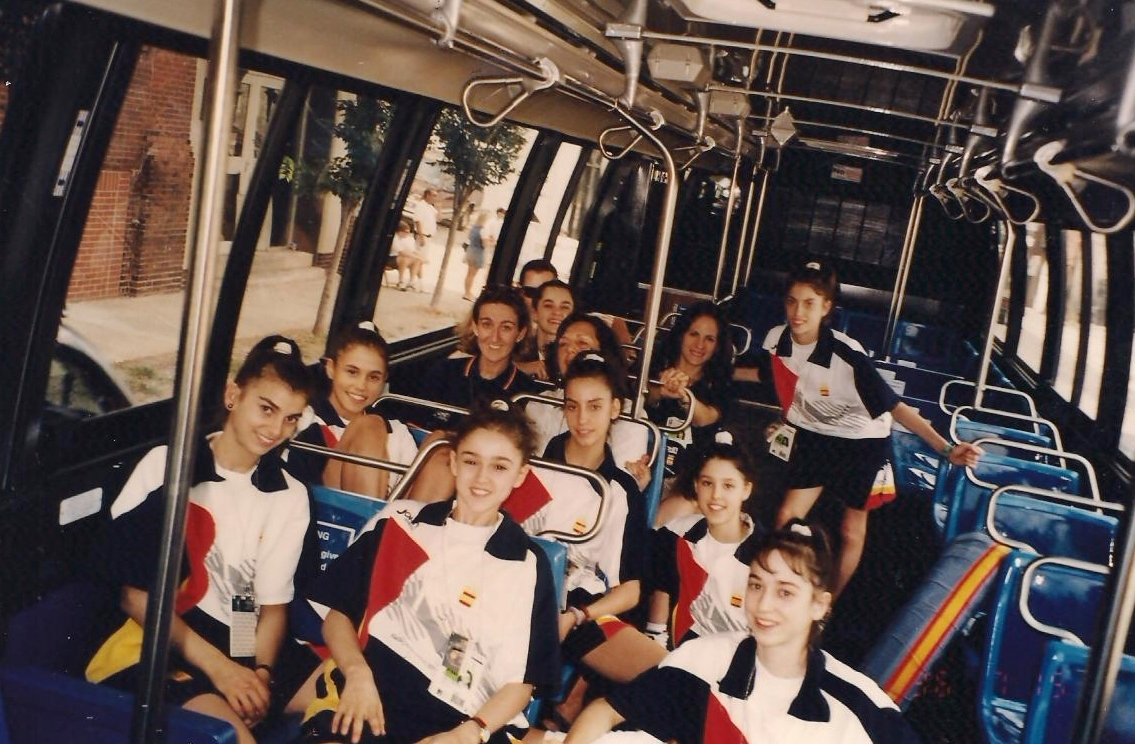
Fernández con la selección durante un traslado en autobús en los Juegos Olímpicos de Atlanta 1996.
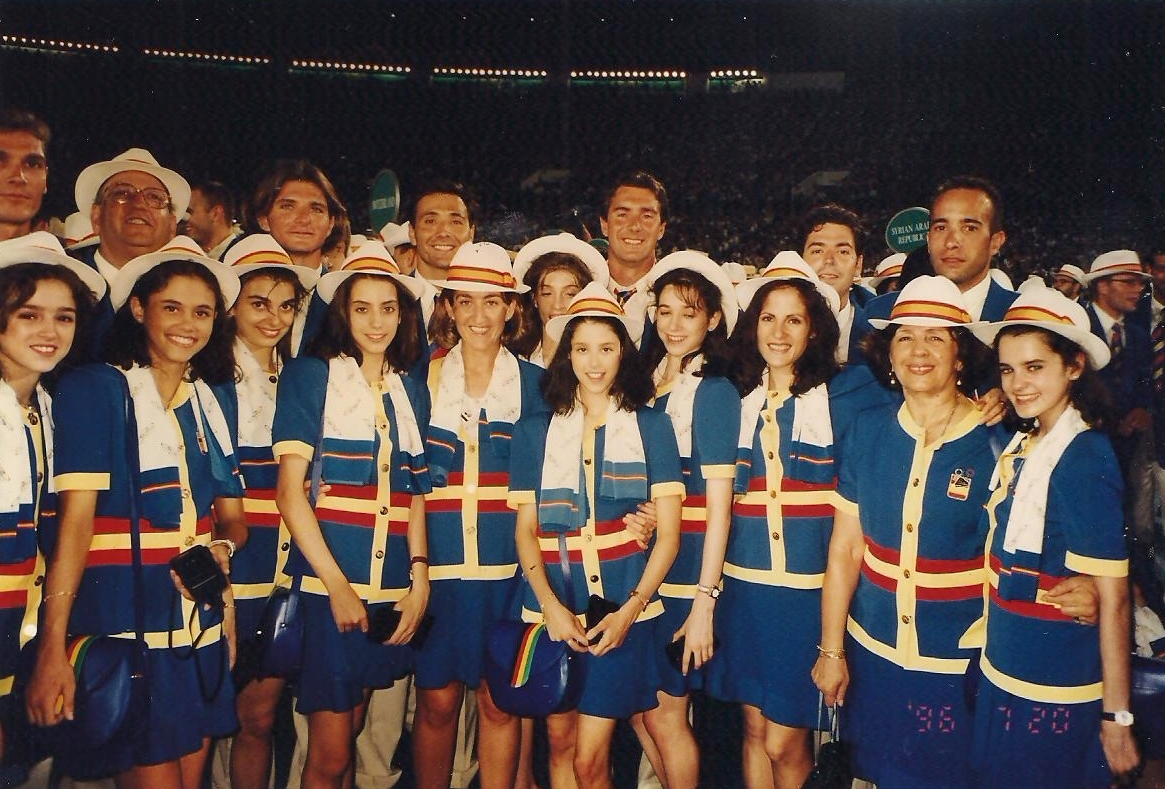
María con el resto de la selección en el desfile inaugural de Atlanta.
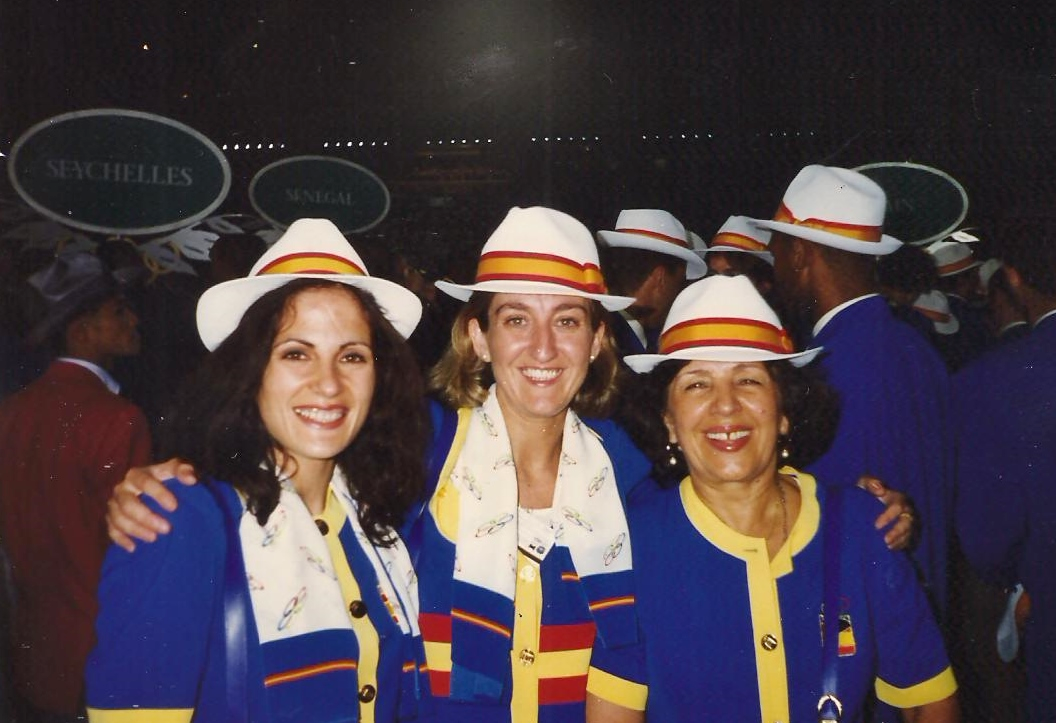
Fernández (centro) con la coreógrafa Marisa Mateo y Emilia Boneva en otro momento del desfile.
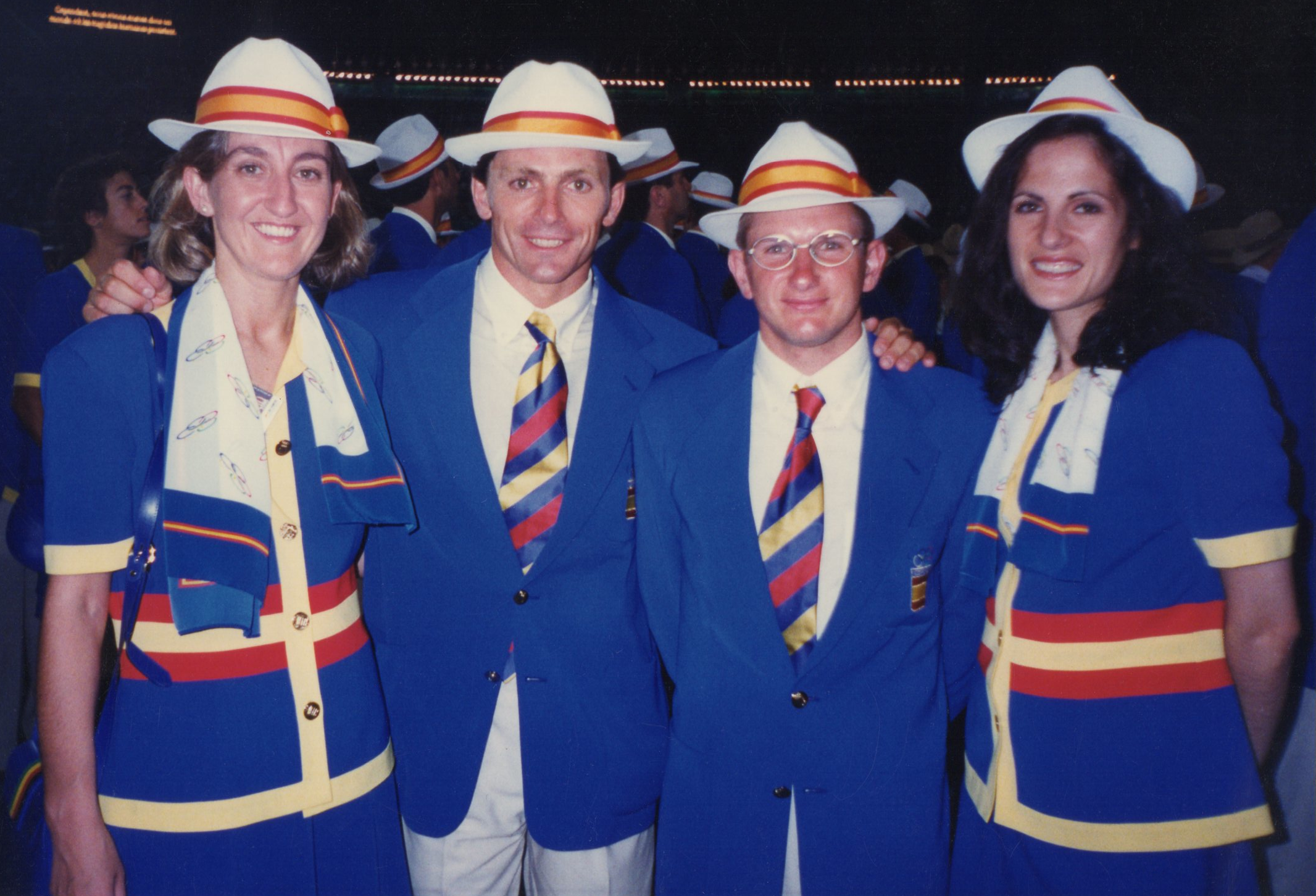
Fernández (izqda.) con la coreógrafa Marisa Mateo y los piragüistas Xabier Etxaniz y Toni Herreros en el desfile inaugural.
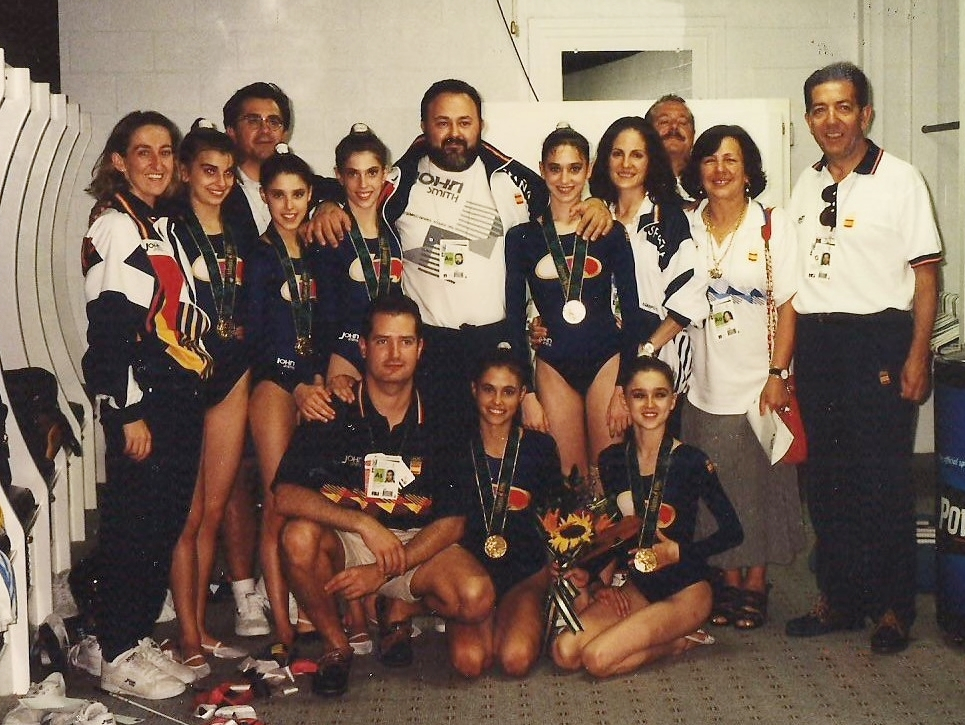
María con el conjunto tras proclamarse campeonas olímpicas.
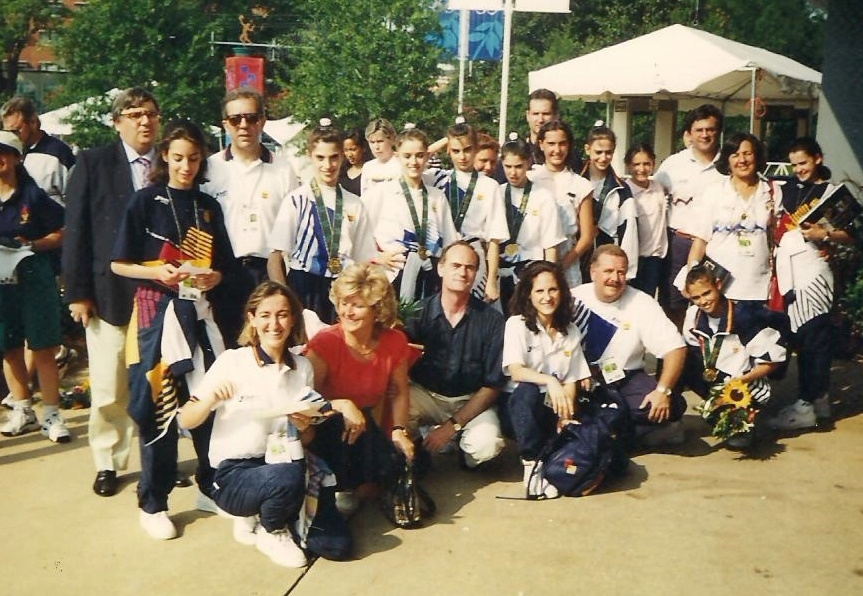
María con las Niñas de Oro y el resto de la delegación después de lograr el oro en Atlanta.

## Filmografía

### Programas de televisión
| Programas de televisión | Programas de televisión | Programas de televisión | Programas de televisión                                                 |
| Año                     | Título                  | Cadena                  | Notas                                                                   |
| ----------------------- | ----------------------- | ----------------------- | ----------------------------------------------------------------------- |
| 2012                    | Londres en juego        | Teledeporte             | Redifusión de la final de conjuntos de gimnasia rítmica en Atlanta 1996 |
| 2016                    | Documentos TV           | La 2 de TVE             | Entrevistada en el documental de producción propia Del podio al olvido  |